# Liste der Laufroboter
Diese Liste der Laufroboter ist eine Übersicht entsprechend bekannter Roboter.

## Laufroboter
| Name                                    | Art             | Hersteller oder Entwickler                                              | Jahr der Erstveröffentlichung |
| --------------------------------------- | --------------- | ----------------------------------------------------------------------- | ----------------------------- |
| Aibo                                    | hundeähnlich    | Sony                                                                    | 1999                          |
| Albert Hubo                             | menschenähnlich | HUBO Labs                                                               | 2005                          |
| Amos-WD06                               | insektenähnlich | Universität Göttingen                                                   | 2010                          |
| ANYmal                                  | hundeähnlich    | ANYbotics                                                               | 2018                          |
| Asimo                                   | menschenähnlich | Honda                                                                   | 2000                          |
| Athlete Robot                           | menschenähnlich | Massachusetts Institute of Technology, Ryuma Niiyama                    | 2010                          |
| Atlas                                   | menschenähnlich | Boston Dynamics                                                         | 2013                          |
| Atlas Next Generation                   | menschenähnlich | Boston Dynamics                                                         | 2016                          |
| BigDog                                  | hundeähnlich    | Boston Dynamics                                                         | 2006                          |
| Blue Biped                              | menschenähnlich | Technische Universität Nagoya (Nagoya Institute of Technology, Nitech)  | 2011                          |
| Cassie                                  | zweibeinig      | Agility Robotics                                                        | 2018                          |
| Cheetah                                 | katzenähnlich   | Boston Dynamics, DARPA                                                  | 2012                          |
| Cheetah-Cub Robot                       | katzenähnlich   | École polytechnique fédérale de Lausanne (EPFL)                         | 2013                          |
| Handle                                  | menschenähnlich | Boston Dynamics                                                         | 2017                          |
| HRP-2, HRP-3, HRP-4, HRP-4C Miim        | menschenähnlich | National Institute of Advanced Industrial Science and Technology (AIST) | 2006, 2007, 2010, 2010        |
| Johnnie                                 | menschenähnlich | Technische Universität München                                          | 2003                          |
| Lauron                                  | insektenähnlich | FZI Forschungszentrum Informatik                                        | 1994                          |
| Legged Intelligent Service Agent (LISA) | menschenähnlich | Institut für Regelungstechnik, an der Leibniz Universität Hannover      | 2006                          |
| Legged Squad Support System (LS3)       | pferdeähnlich   | Boston Dynamics, DARPA                                                  | 2012                          |
| LEONARDO (LEgs ONboard drOne)           | menschenähnlich | California Institute of Technology (Caltech)                            | 2021                          |
| Lola                                    | menschenähnlich | Technische Universität München                                          | (2009)                        |
| Mantis                                  | insektenähnlich | Deutsches Forschungszentrum für Künstliche Intelligenz (DFKI)           | 2016                          |
| Method V2                               | menschenähnlich | Hankook Mirae Technology                                                | 2016                          |
| Nao                                     | menschenähnlich | Aldebaran Robotics                                                      | 2006                          |
| Petman                                  | menschenähnlich | Boston Dynamics                                                         | 2009                          |
| PlusJack                                | insektenähnlich | Plustech Oy                                                             | 1995                          |
| Qrio                                    | menschenähnlich | Sony                                                                    | 2000                          |
| REEM                                    | menschenähnlich | Pal Technology                                                          | 2006                          |
| RunBot                                  | menschenähnlich | Universität Göttingen                                                   | 2006                          |
| Spot                                    | hundeähnlich    | Boston Dynamics                                                         | 2014                          |
| SpotMini                                | hundeähnlich    | Boston Dynamics                                                         | 2016                          |
| SpotMini (neu)                          | hundeähnlich    | Boston Dynamics                                                         | 2017                          |
| Toro                                    | menschenähnlich | DLR, Institut für Robotik und Mechatronik                               | 2012                          |
| Tradinno                                | drachenähnlich  | Zollner Elektronik                                                      | 2010                          |
| Walking Truck                           | pferdeähnlich   | General Electric                                                        | 1970                          |
| Wildcat                                 | katzenähnlich   | Boston Dynamics, DARPA                                                  | 2013                          |